# Fritz Arnheim
Fritz Heinrich Arnheim, född 29 mars 1866 i Berlin, död 19 juni 1922 i Charlottenburg, var en tysk historiker.

## Biografi
Arnheim var självlärd som historiker, men fick 1919 professors titel. Han avhandlade i ett flertal större arbeten och mindre uppsatser Sveriges förbindelser med Brandenburg-Preussen under 1600- och 1700-talen, särskilt Lovisa Ulrika och hennes tid: Die Memoiren der Königin vonn Schweden, Ulrike Luise (1888), Das Zerwürfnis Gustafs III mit seiner Mutter Luise Ulrike (1893), Gustav-Adolfs Gemahlin Maria Eleonora von Brandenburg (i Hohenzollern-Jahrbuch 1903-07), samt den för kännedomen om drottningens karaktär och politik viktiga  Luise Ulrike, die Schwester Friedrichs des Grossen Ungedruckte Briefe an Mitglieder des preussischen Königshausees (två band, 1909-10).
Arnheim var en varm svenskvän och verkade bland annat under unionskrisen ivrigt för svenska synpunkter i tysk press.